# Margattea bipunctata
Margattea bipunctata es una especie de cucaracha del género Margattea, familia Ectobiidae. Fue descrita científicamente por Hanitsch en 1933.
Habita en Borneo.